# Puente Ananuri
El Puente Ananuri (en georgiano: ანანურის ხიდი) es un puente sobre el río Aragvi a 45 kilómetros al oeste de Tiflis, capital de Georgia. El puente une la carretera militar georgiana que pasa por el pintoresco e histórica complejo de castillos Ananuri formado por dos castillos unidos por un muro. Es visible desde el castillo de Ananuri.